# Платонівська академія (Флоренція)

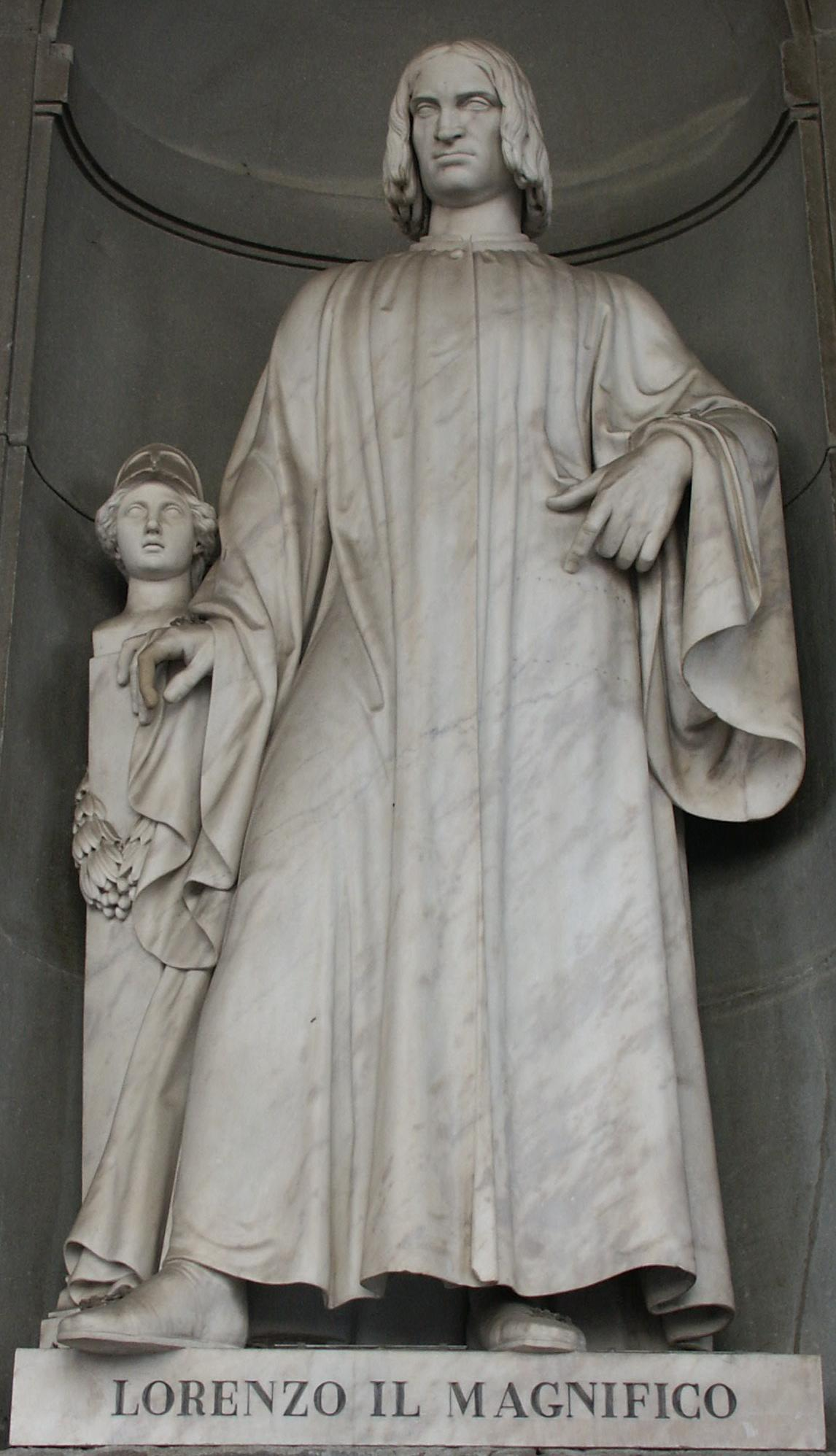
Лоренцо де Медічі, названий «il Magnifico»

Платонівська академія (також відома як Неоплатонівська флорентійська академія) — науковий дискусійний гурток гуманістів XV століття у Флоренції, Італія.

## Історія
Неоплатонічна флорентійська академія була заснована після того, як Геміст Плетон під час Флорентійського собору 1438—1439 років фактично повернув філософію Платона до Західної Європи. Академія спонсорувалася Козімо де Медічі, її підтримував Марсіліо Фічіно та родина Медічі до смерті Лоренцо де Медічі. Неоплатонічний гурток ніколи не був формальною групою, проте його члени вважали цю академію сучасною формою Платонової академії. Важливими членами були Анджело Полізіано, Крістофоро Ландіно, Піко делла Мірандола та Джентіле де 'Беккі . Академія займалася перекладами на латинську мову творів Платона, Еннеди Плотіна та інші неоплатонічні твори.
Піко делла Мірандола став першим християнським науковцем, який опанував єврейську містичну теологію кабали. Він спробував розробити форму синкретизму, намагаючись гармонізувати різні системи філософської думки на основі спільних елементів істини. Піко стверджував, що хоча платонізм і християнство мали різні погляди, у них було спільне бачення деяких істин. Важливим аспектом філософської думки Піко був захист гідності та свободи людини, викладений у «Промові про гідність людини» (1486). І Фічіно, і Піко відродили в ренесансній Італії гуманістичні погляди Давньої Греції. Однак гуманізм епохи Відродження був більш індивідуалістичним, ніж гуманізм античних часів.
Біограф Джон Аддінгтон Саймондс припускає, що Мікеланджело Буонарроті проводив час серед членів Платонівської академії протягом перших років його перебування у Флоренції, засвоюючи неоплатонічне вчення. Пізніше його вірші та інші твори свідчать про близькість його поглядів до неоплатонізму.
Академія фактично була розпущена незабаром після смерті Лоренцо де Медічі в 1492 році. Поліціано та Мірандола обоє померли 1494 року. У 2007 році їх тіла були ексгумовані з церкви Сан-Марко у Флоренції для встановлення причин їхньої смерті. Судово-медична експертиза показала, що і Поліціано, і Піко, ймовірно, були отруєні миш'яком, можливо, за наказом наступника Лоренцо П'єро ді Лоренцо Медічі .